# Farmington (Minnesota)
Farmington – miasto w Stanach Zjednoczonych, w stanie Minnesota, w hrabstwie Dakota.

## Klimat
Miasto leży w strefie klimatu kontynentalnego, wilgotnego z gorącym latem, należącego według klasyfikacji Köppena do strefy Dfa. Średnia temperatura roczna wynosi 6,9°C, a opady 731,5 mm (w tym 109 cm śniegu). Średnia temperatura najcieplejszego miesiąca - lipca wynosi 22,2°C, natomiast najzimniejszego stycznia -10,6°C. Najwyższa zanotowana temperatura wyniosła 43,3°C, natomiast najniższa -40,0°C. Miesiącem o najwyższych opadach jest czerwiec o średnich opadach wynoszących 106,7 mm, natomiast najniższe opady są w lutym i wynoszą średnio 20,3.